# Sant Boi de Llobregat (kommun)
Sant Boi de Llobregat är en kommun i Spanien.   Den ligger i provinsen Província de Barcelona och regionen Katalonien, i den östra delen av landet, 500 km öster om huvudstaden Madrid. Antalet invånare är 83 070. Arean är 21,9 kvadratkilometer. Sant Boi de Llobregat gränsar till el Prat de Llobregat, Viladecans, Santa Coloma de Cervelló, Sant Joan Despí, Cornellà de Llobregat och Sant Climent de Llobregat. 
Terrängen i Sant Boi de Llobregat är platt åt sydost, men åt nordväst är den kuperad.